# Elke Van Hoeymissen
Elke Van Hoeymissen (25 april 1981) is een Belgische voormalige atlete, die gespecialiseerd was in de lange afstand en het veldlopen. Zij veroverde twee Belgische titels.

## Biografie
Van Hoeymissen werd in 2008 verrassend Belgisch kampioene veldlopen. Later dat jaar veroverde ze ook op de 5000 m de Belgische titel in een persoonlijk record. Eind dat jaar nam ze ook deel aan de Europese kampioenschappen veldlopen. Ze werd zesendertigste.
Van Hoeymissen was aangesloten bij AC Grimbergen en Daring Club Leuven Atletiek.

## Belgische kampioenschappen
Outdoor
| Onderdeel | Jaar |
| --------- | ---- |
| 5000 m    | 2008 |
| veldlopen | 2008 |

## Persoonlijke records
Outdoor
| Onderdeel | Prestatie | Datum            | Plaats             |
| --------- | --------- | ---------------- | ------------------ |
| 1500 m    | 4.18,09   | 11 augustus 2007 | Ninove             |
| 5000 m    | 16.39,65  | 6 juli 2008      | Naimette-Xhovémont |

## Palmares

### 5000 m
- 2008:  BK AC – 16.39,65
- 2011:  BK AC – 16.45,70

### veldlopen
- 2008:  BK AC te Oostende
- 2008: 36e EK U23 te Brussel